# نورا مورک
نورا مورک (انگلیسی: Nora Mørk؛ زادهٔ ۵ آوریل ۱۹۹۱) بازیکن هندبال اهل نروژ است.
وی به همراه تیم ملی هندبال زنان نروژ در بازی‌های المپیک تابستانی ۲۰۱۶ به مدال برنز دست یافت.
وی خواهر دوقلوی تئا موراک است.

## دستاوردها

### تیم ملی
- بازی‌های المپیک تابستانی:
  - مدال برنز: ۲۰۱۶
- مسابقات قهرمانی هندبال زنان جهان:
  - قهرمان: ۲۰۱۵
  - مدال نقره: ۲۰۱۷
- قهرمانی هندبال زنان اروپا:
  - قهرمان: ۲۰۱۰، ۲۰۱۴، ۲۰۱۶
- مسابقات قهرمانی جوانان جهان:
  - قهرمان: ۲۰۱۰
- مسابقات قهرمانی اروپا:
  - قهرمان: ۲۰۰۹